# Volby do Knesetu 1988
Volby do 12. Knesetu se v Izraeli konaly 1. října 1988. Volební účast byla 78,9 %.

## Výsledky
| strana                                 | hlasů     | % hlasů | křesel na začátku funkčního období | křesel na konci funkčního období |
| -------------------------------------- | --------- | ------- | ---------------------------------- | -------------------------------- |
| Likud 1 6 7                            | 709 305   | 31,1 %  | 40                                 | 38                               |
| Ma'arach 6 7                           | 685 363   | 30,0 %  | 39                                 | 38                               |
| Šas 2                                  | 107 709   | 4,7 %   | 6                                  | 5                                |
| Agudat Jisra'el 3                      | 102 714   | 4,5 %   | 5                                  | 4                                |
| Rac 4                                  | 97 513    | 4,3 %   | 5                                  | 0                                |
| Národní náboženská strana              | 89 720    | 3,9 %   | 5                                  | 5                                |
| Chadaš 5                               | 84 032    | 3,7 %   | 4                                  | 3                                |
| Techija                                | 70 730    | 3,1 %   | 3                                  | 3                                |
| Mapam 4                                | 56 345    | 2,5 %   | 3                                  | 0                                |
| Comet                                  | 45 489    | 2,0 %   | 2                                  | 2                                |
| Moledet                                | 44 174    | 1,9 %   | 2                                  | 2                                |
| Šinuj 4 6                              | 39 538    | 1,7 %   | 2                                  | 0                                |
| Degel ha-Tora                          | 34 279    | 1,5 %   | 2                                  | 2                                |
| Progresivní kandidátka za mír          | 33 279    | 1,5 %   | 1                                  | 1                                |
| Arabská demokratická strana            | 27 012    | 1,2 %   | 1                                  | 1                                |
|                                        |           |         |                                    |                                  |
| Penzisté                               | 16 674    | 0,7 %   | 0                                  | 0                                |
| Mejmad                                 | 15 783    | 0,7 %   | 0                                  | 0                                |
| Derech Arec                            | 4253      | 0,2 %   | 0                                  | 0                                |
| Hnutí Or                               | 4182      | 0,2 %   | 0                                  | 0                                |
| Hnutí za sociální spravedlnost         | 3222      | 0,1 %   | 0                                  | 0                                |
| Jišaj - Kmenový Izrael společně        | 2947      | 0,1 %   | 0                                  | 0                                |
| Hnutí za mošavim                       | 2838      | 0,1 %   | 0                                  | 0                                |
| Taršiš                                 | 1654      | 0,1 %   | 0                                  | 0                                |
| Tichá síla                             | 1579      | 0,1 %   | 0                                  | 0                                |
| Hnutí za demobilizované vojáky         | 1018      | 0,0 %   | 0                                  | 0                                |
| Jemenitské sdružení                    | 909       | 0,0 %   | 0                                  | 0                                |
| Jednota - za Viktora Tajara do Knesetu | 446       | 0,0 %   | 0                                  | 0                                |
| Celkem                                 | 2 283 123 | 100 %   | 120                                | 120                              |
|                                        |           |         |                                    |                                  |
| Merec 4                                | -         | -       | 0                                  | 10                               |
| Nová liberální strana 1                | -         | -       | 0                                  | 3                                |
| Morija 2                               | -         | -       | 0                                  | 1                                |
| Černí panteři 5                        | -         | -       | 0                                  | 1                                |
| Geulat Jisra'el 3                      | -         | -       | 0                                  | 1                                |
| Jednota za mír a imigraci 7            | -         | -       | 0                                  | 0                                |

- 1 Pět členů Likudu opustilo stranu, aby založili Stranu pro pokrok sionistické ideje; poté co se dva vrátili, byla strana přejmenována na Novou liberální stranu. Jeden člen Ma'arachu přešel k Likudu.
- 2 Jeden poslanec opustil Šas a založil stranu Morija.
- 3 Jeden poslanec opustil Agudat Jisra'el a založil Geulat Jisra'el.
- 4 Rac, Mapam a Šinuj se sloučili v Merec.
- 5 Černí panteři se oddělili od strany Chadaš.
- 6 Jeden člen strany Šinuj se přidal ke straně Rac, zatímco jeden poslanec za Ma'arach naopak Šinuj rozšířil.
- 7 Jednota za mír a imigraci se odštěpila od Ma'arachu a sloučila se s Likudem.

## Dvanáctý Kneset
Jicchak Šamir z Likudu vytvořil 22. prosince 1988 v pořadí 23. vládu zahrnující strany Ma'arach, Národní náboženskou stranu, Šas, Agudat Jisra'el a Degel ha-Tora. Jeho koalice čítala 25 ministrů.
V roce 1990 se Šimon Peres pokusil zformovat Ma'arachem vedenou koalici při pokusu známém jako „špinavý trik,“ avšak neuspěl při získání dostatečné podpory. Šamir nakonec 11. června 1990 vytvořil 24. vládu jako koalici Likudu, Národní náboženské strany, Šasu, Agudat Jisra'el, Degel ha-Tora, Nové liberální strany, Techije, Cometu, Moledet, Jednoty za mír a imigraci a Geulat Jisra'el. Trojice stran Techija, Comet a Moledet vystoupily z koalice na přelomu let 1991 a 1992 na protest proti Šamirově účasti na Madridské konferenci.
Během funkčního období dvanáctého Knesetu došlo k vzestupu ultraortodoxních náboženských stran coby významné síly v izraelské politice.